# Đặng Mạn
Đặng Mạn (chữ Hán: 鄧曼), cũng gọi Sở Mạn (楚曼), họ Mạn, người nước Đặng, là Vương hậu chính phu nhân của Sở Vũ vương và là mẹ của Sở Văn vương.
Truyền thuyết về sự nhân trí của bà được ghi trong Liệt nữ truyện của học giả Lưu Hướng nhà Hán, và được Tư Mã Tương Như bình luận:"Nhược thần tiên chi phảng Phật".

## Sự tích
Khoảng năm Sở Vũ vương thứ 42 (699 TCN), Khuất Hà (屈瑕) xuất quân tiến công nước La (羅國; nay là huyện La Sơn, tỉnh Hà Nam), Đấu Bá Tỷ khi đưa tiễn đoán trước sẽ chiến bại. Thế là Đấu Bá Kỷ kiến nghị Sở Vũ vương tăng thêm quân, nhưng Vũ vương không đáp ứng. Đặng Mạn biết được thì nói:"Đấu Bá Tỷ không phải là chỉ là muốn đơn thuần gia tăng quân đội nhân số, mà muốn ngài áp trấn quốc dân, bình ổn quan lại địa phương. Khuất Hà từng chiến thắng, ắt sẽ sinh cao ngạo, khinh thường quân nước La. Nếu không khuyên bảo, hắn chắc chắn thả lỏng cảnh giác mà không thêm phòng bị. Đấu Bá Tỷ bổn ý là muốn ngài răn dạy nhân dân, triệu tập quan lại dùng mỹ đức cổ vũ bọn họ, triệu kiến Khuất Hà sẽ khiến hắn không mắc phải sai lầm.". Kết quả, Khuất Hà đại bại, hắn ở Hoang cốc mà thắt cổ, còn bại binh đến biên thành chờ bị xử trí. Sở Vũ vương tự nhận lỗi, nên tha cho bại binh.
Sở Vũ vương khi tại vị cũng nhiều lần chinh phạt nước Tùy, một hầu quốc mà lãnh thổ hiện ở Tùy Châu, Hồ Bắc. Năm thứ 51 (690 TCN), Sỡ Vũ vương quyết định lại lần nữa công Tùy. Trước khi đi, ông vào cung nói cho Đặng Mạn, cảm thấy trong tâm rung chuyển bất an. Lúc này thì bà thở dài đáp:"Ngài phúc lộc đem hết. Đầy liền sẽ rung chuyển, đây là thiên đạo. Các tiên quân nước Sở cũng biết, thế là dùng cách này nhắc nhở ngài. Nếu quân đội không có cái gì tổn thất, mà ngài khi trên đường hành quân qua đời, đây là quốc gia chi phúc.".
Sở Vũ vương ra lệnh xuất quân, nhưng giữa đường thì qua đời. Lệnh doãn Đấu Kỳ và Mạc ngao Khuất Trọng bí mật không phát tang. Cả hai hội quân ngay sát biên giới nước Tùy cắm trại. Tùy hầu sợ hãi, bèn chấp nhận cầu hòa. Về sau mới phát tang Vũ vương.
Lưu Hướng khi chép về bà có nhận xét:"Sở Vũ Đặng Mạn, kiến sự sở hưng, vị hà quân bại, tri Vương tương hoăng, thức bỉ Thiên Đạo, thịnh nhi tất suy, chung như kì ngôn, quân tử dương xưng." 